# 金字塔
『金字塔』（ピラミッド）は、日本のアイドル歌手・郷ひろみが1981年10月18日にCBS・ソニーから発売した13枚目のベストアルバムである。

## 内容
前作『AT THE STARTING LIVE〜READY SET GO!〜』から約1ヶ月ぶり、ベストアルバムとしては『THE BEST 郷ひろみ』から約11ヶ月ぶり、自身初の6枚組作品。
デビュー10周年記念作品で、10年間の間に発表したシングル・アルバム問わない全作品を対象に選曲して収録した5枚のLPと、新録2曲を収録したピクチャー盤で構成されている。

## 収録曲
ピクチャー盤を含むLP6枚に対し、ひろみの「HIROMI」の各アルファベットが順にあてがわれた

### H-PartⅠ（Disc 1 A面）
1. 男の子女の子（1stシングル）
2. 小さな体験（2ndシングル）
3. 天使の詩（3rdシングル）
4. 愛への出発（4thシングル）
5. 裸のビーナス（5thシングル）
6. 夢を破らないで（3rdアルバム「ひろみの部屋」収録曲）

### H-PartⅡ（Disc 1 B面）
1. 魅力のマーチ（6thシングル）
2. モナリザの秘密（7thシングル）
3. 花とみつばち（8thシングル）
4. 君は特別（9thシングル）
5. よろしく哀愁（10thシングル）
6. セーターに愛をこめて（10thシングル「よろしく哀愁」B面）

### I-PartⅠ（Disc 2 A面）
1. わるい誘惑（11thシングル）
2. 花のように 鳥のように（12thシングル）
3. 誘われてフラメンコ（13thシングル）
4. 逢えるかもしれない（14thシングル）
5. バイ・バイ・ベイビー（15thシングル）
6. 雨にひとり（6thアルバム「HIROMIC WORLD」収録曲）

### I-PartⅡ（Disc 2 B面）
1. 恋の弱味（16thシングル）
2. 20才の微熱（17thシングル）
3. あなたがいたから僕がいた（18thシングル）
4. 寒い夜明け（19thシングル）
5. さらば夏の光よ（16thシングル「恋の弱味」B面）
6. アメリカより愛をこめて（7thアルバム「街かどの神話」収録曲）

### R-PartⅠ（Disc 3 A面）
1. 真夜中のヒーロー（20thシングル）
2. 悲しきメモリー（21stシングル）
3. 洪水の前（22ndシングル）
4. 帰郷（23rdシングル「お化けのロック」両A面）
5. MIND反比例（8thアルバム「アイドルNO.1」収録曲）
6. お化けのロック（23rdシングル「帰郷」両A面）

### R-PartⅡ（Disc 3 B面）
1. 禁猟区（24thシングル）
2. バイブレーション（胸から胸へ）（25thシングル）
3. 林檎殺人事件（27thシングル）
4. ハリウッド・スキャンダル（28thシングル）
5. HELL OR HEAVEN（天国か地獄）（10thアルバム「Narci-rhythm」収録曲）
6. ZONE・亜熱帯（10thアルバム「Narci-rhythm」収録曲）

### O-PartⅠ（Disc 4 A面）
1. 地上の恋人（29thシングル）
2. ナイヨ・ナイヨ・ナイト（30thシングル）
3. いつも心に太陽を（31stシングル）
4. 八月の恋人（12thアルバム「LOOKIN' FOR TOMORROW」収録曲）
5. TATTOO（29thシングル「地上の恋人」B面）
6. BLUE FRIDAY（11thアルバム「アポロンの恋人」収録曲）

### O-PartⅡ（Disc 4 B面）
1. マイ レディー（32ndシングル）
2. セクシー・ユー（モンロー・ウォーク）（33rdシングル）
3. タブー（禁じられた愛）（34thシングル）
4. 朝陽のプロローグ（33rdシングル「セクシー・ユー（モンロー・ウォーク）」B面）
5. WANNA BE TRUE（13thアルバム「SUPER DRIVE」収録曲）
6. 入江にて（13thアルバム「SUPER DRIVE」収録曲）

### M-PartⅠ（Disc 5 A面）
1. How many いい顔（35thシングル）
2. 若さのカタルシス（36thシングル）
3. 未完成（37thシングル：アルバム初収録）
4. 魔女裁判（36thシングル「若さのカタルシス」B面）
5. 聖少女（37thシングル「未完成」B面）
6. Trick（35thシングル「How many いい顔」B面）

### M-PartⅡ（Disc 5 B面）
1. お嫁サンバ（38thシングル）
2. もういちど思春期（39thシングル：アルバム初収録）
3. Ready For You（15thアルバム「How many いい顔」収録曲）
4. Stardust Hotel（16thアルバム「PLASTIC GENERATION」収録曲）
5. パピリオ（16thアルバム「PLASTIC GENERATION」収録曲）
6. P-Generation（16thアルバム「PLASTIC GENERATION」収録曲）

### I-3651（Disc 6）
1. BIRTHDAY（新録）
作詞：三浦徳子
作曲：小杉保夫
編曲：井上鑑
2. 大切な女（新録）
作詞：三浦徳子
作曲：小杉保夫
編曲：井上鑑